# Liste von Drehorten von Irgendwie und Sowieso

Logo der Serie

Diese Liste enthält Drehorte von Irgendwie und Sowieso. Die zwölfteilige Fernsehserie wurde Mitte der 1980er Jahre unter der Regie von Franz Xaver Bogner für den Bayerischen Rundfunk produziert und ab Oktober 1986 zum ersten Mal im Fernsehen ausgestrahlt. Die Serie erfreut sich bis heute – vor allem in Bayern – großer Beliebtheit und wird immer wieder im Fernsehen gezeigt.
Im Landkreis Ebersberg, in dem die fiktive Gemeinde Zell aus Irgendwie und Sowieso angesiedelt ist, entstanden nur wenige Aufnahmen. Die meisten Szenen wurden im Landkreis Erding, der Stadt München und dem Münchner Umland gedreht. Für manche Folgen wurde zum Teil auch in Österreich und Italien gedreht.

## Hauptdrehorte

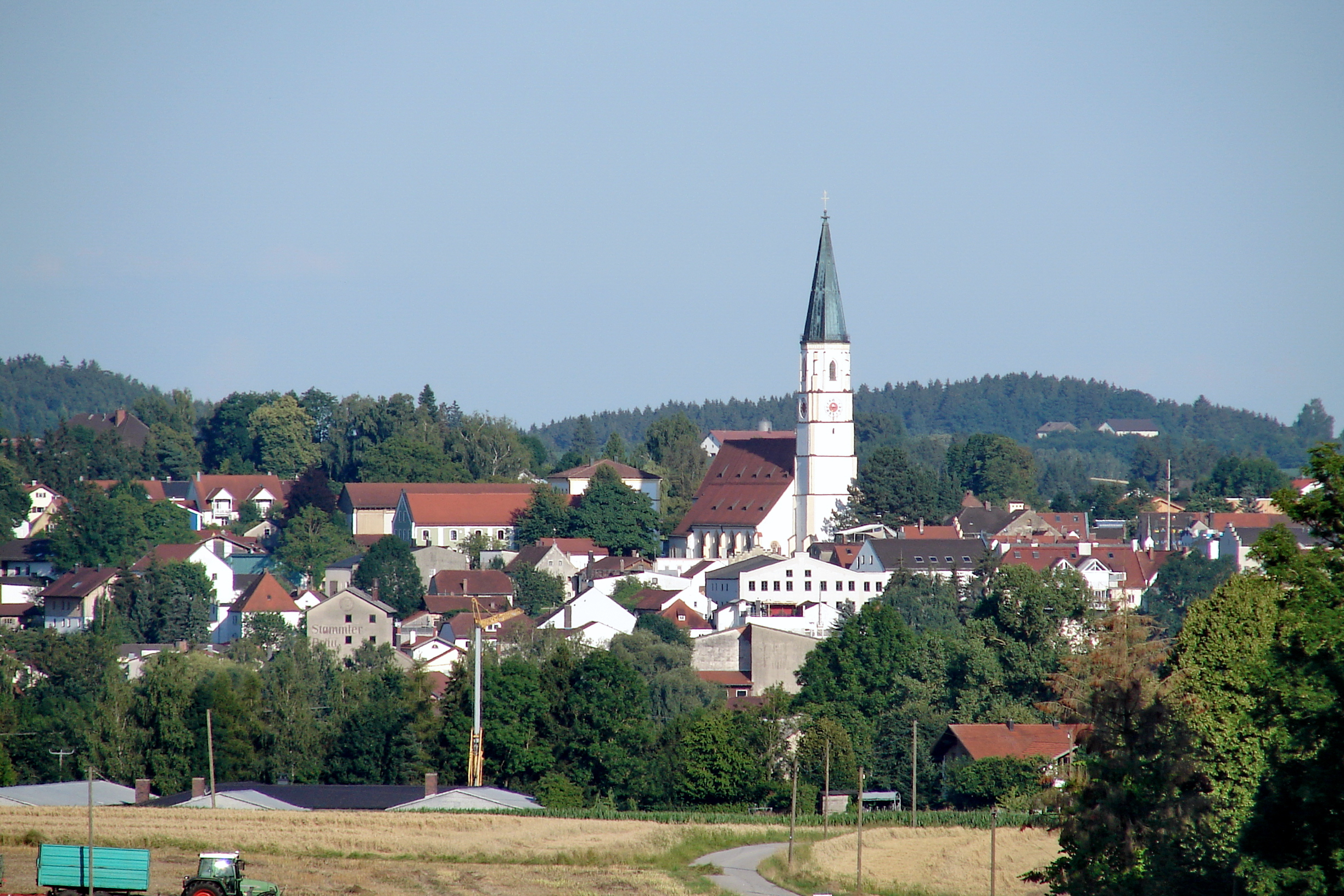
Velden an der Vils, das Zell in der Serie

Die beiden Bauernhöfe, der Kerschbaumerhof und der Unterbergerhof, befinden sich im Landkreis Erding zwischen Grüntegernbach und Wasentegernbach und stehen sich – wie in der Serie zu sehen – direkt gegenüber.
Als Kulisse für Martin Binsers Holzfabrik dienten die Gebäude der „Moralt Tischlerplatten GmbH & Co. KG“ an der Lenggrieser Straße in Bad Tölz. Teile des Gebäudebestands, darunter auch der Bereich mit der markanten Durchfahrt, stehen heute unter Denkmalschutz. Die Außenaufnahmen bei Martin Binsers Wohnhaus entstanden an einem Haus auf dem Gelände der Fabrik auf Höhe der Einmündung der Roßsteinstraße. Der Abriss des Gebäudes wurde in der letzten Folge der Serie in Szene gesetzt, Teile der Mauern im Bereich der Einfahrt sind heute noch erhalten.
Sepps Werkstatt befand sich an der Wasserburger Straße in Albaching. Das Gebäude wurde um 2010 abgerissen, auf dem hinteren Teil des Grundstücks steht heute ein Wohnhaus.
Die Aufnahmen am Fuhrunternehmen Burger entstanden an der Lichtenburger Straße in Vilsbiburg, das Gebäude wurde inzwischen aber erheblich umgebaut und erweitert.
Weitere Szenen entstanden in Velden an der Vils. Das Ochsenrennen und die Preisverleihung wurden dort gedreht, die Kirchturmszenen in Folge 2 (Eine lange Nacht) und die Außenaufnahmen nach dem Weihnachtsgottesdienst in der zehnten Folge (Eine von uns).
Als Kulisse für das Café Sonnblick wurde das Gebäude an der Freisinger Landstraße 60 in München verwendet. Dort befand sich zuletzt die Gaststätte Sakrisch Guat.

## Liste der Drehorte
Die folgende Liste enthält viele Drehorte der Serie Irgendwie und Sowieso, erhebt aber keinen Anspruch auf Vollständigkeit. Die Handlungsorte sind nach erstem Erscheinen in der Serie sortiert.
| Handlungsort                                        | Drehort                                                                   | Verwendet in Folge | Anmerkung | Position            | Foto           |
| --------------------------------------------------- | ------------------------------------------------------------------------- | ------------------ | --- | ------------------- | -------------- |
| Ochsenrennen                                        | Velden an der Fils Ackerfläche an der B 388                               | 1                  | | 48.36939 12.25348   |                |
| Kerschbaumerhof                                     | Bauernhof Nicklhub 1, Dorfen                                              | Hauptdrehort       | Die Innenaufnahmen im Stall wurden im benachbarten „Unterbergerhof“ gedreht. | 48.28515 12.21683   |                |
| Tonbandszene, Spitzkehre                            | St.-Martin-/Tassilostraße, Oberneuching                                   | 1                  | Der Kirchen-/Friedhofsvorplatz wurde inzwischen umgestaltet und auch die Straßenführung leicht geändert. | 48.24046 11.85356   |                |
| Tonbandszene, Biergarten „Gaststätte zum Kraftwerk“ | Erdinger Straße, Neufinsing                                               | 1, 7               | Der Biergarten ist nicht mehr vorhanden, das Gaststättengebäude wurde um 2010 abgerissen und durch einen Neubau ersetzt. Der Biergarten wird auch in Folge 7 mit den Bussen durchfahren.                                                                                                  | 48.22158 11.80205   |                |
| Tonbandszene, „Mähdrescher“                         | Staatsstraße 2332 zwischen Buch am Buchrain und Isen                      | 1, 8               | An der gleichen Stelle wendet Sepp in der achten Folge und fährt ein Stück zurück. Binser eröffnet ihm dann, dass sie nach Indien fahren. | 48.21542 12.03279   |                |
| Rückfahrt                                           | St 2332, Wasentegernbach, B 388 etc.                                      | 1                  | Die Rückfahrt vom Ochsenrennen wurde an verschiedenen Orten gedreht und dann zusammengeschnitten. Die Szenen entstanden u. a. auf der St 2332 westlich von Isen, auf einem Radweg neben der B 388 bei Velden und an der Abzweigung Nelharting/An der Allee unweit des „Kerschbaumerhofs“. |                     |                |
| Fiktives Ortsschild „Zell“                          | Abzweigung B 388/Landshuter Straße, Velden (Vils)                         | 1                  | | 48.36842 12.24183   |                |
| Kreuzungsszene                                      | Marktplatz, Isen; Marktplatz, Velden (Vils)                               | 1                  | Der Anfang der Szene (Halt und erstes Kreuzen) entstand in Isen an der Kreuzung Am Gries/Marktplatz/Münchner Straße/Dorfner Straße; die letzte Einstellung wurde am Marktplatz in Velden gedreht, Effendi und Sepp fahren dort im Drift um das alte Rathaus in die Kirchstraße.           | 48.21267 12.05714   |                |
| Fuhrunternehmen Burger                              | Lichtenburger Straße 25, Vilsbiburg                                       | Hauptdrehort       | Gebäude inzwischen erweitert und umgebaut oder durch Neubau ersetzt, das als Burgers Wohngebäude genutzte Haus nebenan ist noch erhalten. | 48.45121 12.36532   |                |
| Sepps Werkstatt                                     | Wasserburger Straße 5, Albaching                                          | Hauptdrehort       | Das Gebäude wurde um 2010 abgerissen und das Grundstück für Wohnzwecke bebaut. | 48.10996 12.11396   | weitere Bilder |
| Holzfabrik Martin Binser                            | Lenggrieser Straße 52, Bad Tölz                                           | Hauptdrehort       | Ehem. Moralt Tischlerplatten GmbH & Co. KG; einige Gebäude stehen heute unter Denkmalschutz. | 47.74888 11.56399   | weitere Bilder |
| Unterbergerhof                                      | Bauernhof Hub b. Grüntegernbach, Dorfen                                   | Hauptdrehort       | Drehort für alle Innenaufnahmen der Stallszenen, die Bemalung mit den Beatles-Motiven ist noch vorhanden. | 48.28339 12.22154   |                |
| Café Sonnblick                                      | Freisinger Landstraße 60, München                                         | Hauptdrehort       | Gaststätte, Anfang der 2020er Jahre abgerissen. Als Zufahrt wurde in der Serie nicht die Freisinger Landstraße, sondern der Feldweg nebenan genutzt. | 48.19656 11.62586   | weitere Bilder |
| Anfahrt zum Schlachthof                             | Schwabener Straße, Poing                                                  | 1                  | Ab Folge 2 wurde die Szene als Einleitung des Vorspanns verwendet. | 48.17516 11.8244    |                |
| Lido                                                | Café LiBella Trostberger Straße 6, Altenmarkt                             | 2                  | | 48.00568 12.53207   |                |
| Kirche, Kirchturmszenen außen                       | Kirche St. Peter, Velden (Vils)                                           | 2, 10              | Die Aufnahmen des Weihnachtsgottesdienstes in Folge 10 wurden nicht in St. Peter gedreht. | 48.36618 12.25445   |                |
| Sepp, Effendi und Tango im Biergarten               | Hohenlindener Sauschütt                                                   | 3                  | | 48.1379 11.97214    |                |
| Bahnhofszene/Kauf Yellow Submarine                  | Bahnhof Dorfen                                                            | 3                  | Der Bahnhof wurde seit den Dreharbeiten erheblich umgestaltet. Der Kiosk, in dem der Sir sein Yellow Submarine kauft, befand sich in einem Nebengebäude, das heute nicht mehr existiert.                                                                                                  | 48.26706 12.15934   |                |
| Alfons mit Christl auf der Quickly                  | Friedhof St. Paul Sportfeldstraße, Erding                                 | 3                  | | 48.31096 11.91409   |                |
| Binsers Wohnhaus (nur Außenaufnahmen)               | Lenggrieser Str. 52, Bad Tölz                                             | Hauptdrehort       | Das Haus wurde bei den Dreharbeiten zur letzten Folge abgerissen, die Mauern der Grundstückszufahrt sind teilweise noch erhalten. | 47.74574 11.56631   | weitere Bilder |
| Alfons Geburtstagsfeier                             | Festsaal im Gasthof Klement Münchner Straße 3, Isen                       | 3                  | | 48.21158 12.05679   | weitere Bilder |
| LKW-Unfall Remigius/Der Dunkle                      | Am Abfanggraben                                                           | 3                  | | 48.1941 11.75687    |                |
| Bahnhofszene „Berchtesgaden“                        | Bahnhof Gmund am Tegernsee                                                | 4                  | | 47.74996 11.7355    |                |
| Erstes Hotel (Außenaufnahmen)                       | Albergo Gardesana Piazza Calderini 5, Torri del Benaco                    | 4                  | | 45.60864 10.68554   |                |
| Erstes Hotel (Innenaufnahmen und Abendessen)        | Golfhotel Kaiserin Elisabeth Tutzinger Straße 2, Feldafing                | 4                  | | 47.94939 11.29825   | weitere Bilder |
| Gebirgspass                                         | Mendelpass, Roßfeldhöhenringstraße                                        | 5                  | Die Ankunft oberhalb von Kaltern im Morgengrauen wurde am dortigen Mendelpass gefilmt. Alfons’ „Testfahrt“ auf dem Pass wurde auf der Roßfeldstraße bei Berchtesgaden gefilmt. Die Aufnahmen entstanden dort auf den letzten Kehren der Südrampe zwischen Unterer und Oberer Ahornalm.    | 46.42416 11.2145    |                |
| Dorfplatz                                           | Marktplatz, Kaltern                                                       | 5                  | Dort kauft Alfons seinen hellen Anzug. | 46.41327 11.24581   |                |
| Zweites Hotel                                       | Brunnenhof Weinbergweg 15, Kaltern                                        | 5                  | | 46.41264 11.23587   |                |
| Busszene, überholen                                 | St 2073 zwischen Humbach und Dietramszell                                 | 7                  | Hier überholen Sepp und Effendi mit Burgers Bussen mehrere PKWs. | 47.85808 11.568     | weitere Bilder |
| Busszene, Traktor                                   | Bahndamm Feldkirchner Tangente Bogenhausen                                | 7                  | An dieser Stelle fahren Sepp und Effendi mit den Bussen einen Bahndamm hinauf, um einem Traktor auszuweichen. Heute ist der Bahndamm an dieser Stelle mit Bäumen und Sträuchern bewachsen.                                                                                                | 48.175028 11.65562  |                |
| Busszene, Bahnübergang                              | BÜ Rutzmoos, Dorfen St 2026/Bahnstrecke München–Simbach                   | 7                  | Hier stirbt einer der Busse ab und Alfons versucht vergeblich, diesen wieder zu starten. | 48.26188 12.1401    |                |
| Busszene, Radio                                     | St 2368 zwischen Linden und Dietramszell                                  | 7                  | | 47.88475 11.58851   | weitere Bilder |
| Busszene, Unfall                                    | Südlich von Dietramszell bei Helfertsried                                 | 7                  | An dieser Stelle stürzt Sepp mit einem der Busse einen Abhang hinunter. Der Hang ist inzwischen bewaldet und es gibt eine Leitplanke. | 47.83002 11.57239   | weitere Bilder |
| Busszene, Landstraße                                | Bei Mithilgen (Sankt Wolfgang); St 2086 zwischen Vocking und Unterthalham | 7                  | | 48.23572 12.09541   |                |
| Busszene, Rasthaus                                  | Rasthaus Stadler Luisenweg 1–5, Neukeferloh                               | 7                  | Das Rasthaus wurde in der ersten Hälfte der 2010er Jahre abgerissen und das Grundstück mit Wohnhäusern und einem Feuerwehrhaus überbaut. | 48.09893 11.75754   |                |
| Christls Wohnung                                    | Hansjakobstraße 56, München                                               | 7, 8               | In der Serie wird die Pienzenauerstraße im Stadtteil Bogenhausen genannt, tatsächlich war der Drehort aber in Berg am Laim. | 48.12898 11.64164   | weitere Bilder |
| Busszene, Unterführung                              | Eisenbahnbrücke Feldkirchner Tangente Gleißenbachstraße, Unterföhring     | 7                  | Die Feldkirchner Tangente war zum Zeitpunkt der Dreharbeiten bereits fast 40 Jahre stillgelegt und größtenteils zurückgebaut. | 48.17597 11.65296   | weitere Bilder |
| Gespräch Sepp und Effendi „Irgendwie und Sowieso“   | Feldweg neben der Freisinger Landstraße, München                          | 7, diverse         | Der Feldweg wurde in der Serie zudem mehrmals als Anfahrtsstraße zum Café Sonnblick verwendet. Heute ist der Feldweg nicht mehr erkennbar und mit Sträuchern und Bäumen bewachsen. | 48.19602 11.62466   | weitere Bilder |
| Aussichts- und Treffpunkt Manhattan                 | Hochstraße, München-Au-Haidhausen Vor dem Paulaner am Nockherberg         | 8                  | | 48.12214 11.5824    |                |
| Krankenhausszenen                                   | Amper-Klinikum Dachau                                                     | 8,10               | | 48.26525 11.42802   |                |
| „Krankenhaus“, Geburtstagsfeier der Gräfin          | Gaswerk Moosach                                                           | 8                  | | 48.17239 11.53298   |                |
| Hüttenszenen                                        | Dienten am Hochkönig                                                      | 9                  | Die Hütte befand sich wenige Meter von der Gemeindegrenze nach Mühlbach entfernt am Schneeberg auf einer Höhe von etwa 1740 m ü. A.. Das Gebäude wurde seit den Dreharbeiten neu errichtet oder erheblich umgebaut und modernisiert.                                                      | 47.37602 13.0446    |                |
| Dorfszenen                                          | Mühlbach am Hochkönig                                                     | 9                  | Der Lebensmittelhändler, bei dem Binser Vorräte kauft, befand sich im „Mesnerhaus“ gegenüber der Pfarrkirche. | 47.3764 13.12729    |                |
| Skikurs                                             | Mühlbach am Hochkönig                                                     | 9                  | Der Skikurs für den Sir wurde nördlich von Mühlbach im kleinen Skigebiet am Hochkeil gefilmt. Szenen der rasanten Abfahrt wurden u. a. am Saukarlift und auf der Mandlwandstraße, die zum Arthurhaus führt, gedreht.                                                                      | 47.402603 13.141156 |                |
| Nächtlicher Streit zwischen Sepp und Charlie        | Ubostraße 22–24, München                                                  | 11                 | | 48.1591 11.41309    |                |
| Kraftwerksszenen                                    | Ehem. Mühle Am Mühlbach 1, Oberding                                       | 11                 | Außenaufnahmen; alte Mühle an der Dorfen in Oberding. Diese wurde 1990 abgerissen und durch ein modernes Wasserkraftwerk ersetzt. | 48.32407 11.84146   |                |
| Kraftwerksszenen, innen                             | Klostermühle Polling Kirchplatz 14, Polling                               | 11                 | Innenaufnahmen im Kraftwerksraum. | 47.81257 11.13077   |                |
| Amerikanisches Roulette                             | Straßenkreuzung St 2080/EBE5, Schwaberwegen                               | 12                 | Die Straßenkreuzung, über die Sepp und Tango nachts mit dem Auto ohne Licht fahren. | 48.15972 11.89874   |                |
| Tangos Beerdigung                                   | Alter Südfriedhof, München; Feld 24                                       | 12                 | Auch die Abschiedsszene nach der Beerdigung wurde im Alten Südfriedhof gedreht. | 48.12704 11.56492   |                |
| Gaststätte (Innenaufnahmen)                         | Bahn-Restauration Franz Pitzer; Wasentegernbach 51                        | 12                 | | 48.2761 12.21338    |                |